# MIM-46 Mauler
Le MIM-46 Mauler, conçu par la firme américaine General Dynamics, était un système sol-air autotracté conçu à la fin des années 1950.
Conçu d'après une demande de l'United States Army, concernant un système pouvant engager des appareils d'attaque au sol rapides évoluant à basse altitude et des missiles balistiques à courte portée, le Mauler était d'un concept avancé pour son époque, mais il fit face à de tels problèmes tout au long de son développement qu'il fut finalement abandonné en novembre 1965.
L'abandon de ce programme laissa l'US Army dépourvue d'arme anti-aérienne moderne, ce qu'elle ne put combler que par l'élaboration d'une solution de remplacement intérimaire, en l'espèce des MIM-72 Chaparral et M163 VADS, de conception bien plus simple. Même s'ils s'avéraient moins performants que le Mauler et principalement destinés à servir de solution de secours en attendant mieux, ils ne furent finalement jamais remplacés et continuèrent leurs carrières jusqu'à la fin des années 1990.
L'United States Navy et la British Army comptaient également beaucoup sur le Mauler pour obtenir une couverture aérienne à courte distance, et l'abandon de ce programme leur créa de sérieux ennuis. Faisant face aux mêmes problèmes que l'US Army, ces armées durent elles aussi trouver une solution de remplacement. Elles conçurent respectivement les missiles RIM-7 Sea Sparrow et Rapier.

## Historique

### Les«Duster»et«Vigilante»
La première arme anti-aérienne conçue par l'US Army fut le M42 Duster, constitué d'un ensemble de deux canons Bofors de 40 mm montés sur une tourelle à guidage optique, fixée sur un châssis de char d'assaut léger M41 Walker Bulldog. Entré en production en 1952, le Duster devint vite obsolète, principalement en raison des performances en forte progression des aéronefs du moment.
Afin de remplacer le Duster, l'Army démarra des travaux sur le Sperry Vigilante, qui employait un puissant canon de type Gatling de 37 mm, monté sur le toit d'un châssis chenillé du transport de troupes M113. Même si le Vigilante, comme le Duster, était guidé et pointé visuellement, la cadence de tir très élevée du canon de 37 mm (3 000 coups par minute) lui procurait une meilleure efficacité contre les aéronefs rapides.
Alors que le programme Vigilante allait bon train, l'Army décida que chaque système basé sur l'emploi de canons était devenu sans espoir, voire inutile, car la vitesse des avions augmentait sans cesse et les temps d'engagement diminuaient rapidement. Le Vigilante avait une portée efficace maximale d'environ 5 000 m et ses obus demandaient un temps de 5 s pour parcourir cette distance. Un chasseur à réaction volant à 800 km/h couvrait une distance de 1 000 m en un temps similaire. Le temps qu'un système radar établisse une solution de tir, la cible sortirait de son champ d'action.
Conséquence des doutes sérieux qui entouraient les nouveaux systèmes, l'US Army décida d'annuler le programme du Vigilante et conserva celui du Duster, en attendant qu'un système à missiles plus efficace prenne son relais.

### FAAD
Sous le nom de projet de « Forward Area Air Defense » (FAAD - Défense aérienne de l'avant), l'US Army commença en 1959 à collecter des données et informations théoriques sur les nécessités imposées par l'adoption d'un système de défense aérienne employant des missiles.
Le guidage était un sujet de préoccupation majeur. La plupart des missiles anti-aériens de l'époque utilisaient le principe du guidage à radar semi-actif, avec des signaux émis par un radar qui « éclairait » la cible, rebondissant sur cette dernière et arrivant dans un petit récepteur placé à l'intérieur du nez du missile. Ce système présentait l'avantage que l'intensité du signal radar reçu allait en augmentant, à mesure que le missile s'approchait de sa cible, ce qui la rendait de plus en plus facile à suivre. Plus important encore, le signal était réfléchi suivant une enveloppe en forme de cône, centrée sur la cible, de sorte que lorsque le missile s'approchait de sa cible, son guidage devenait encore plus précis.
En contrepartie, le concept de guidage radar semi-actif impliquait également que n'importe quelle autre réflexion de signal pouvait détourner l'attention du missile. Alors que le concept de radar semi-actif rendait le récepteur du missile aussi léger et basique que possible, afin qu'il puisse être emporté à l'intérieur du missile, il était tout de même assez fréquent pour ces capteurs d'être perturbés par des réflexions venant des arbres, des bâtiments, voire du sol. Il devenait rapidement très difficile, pour le missile, d'assurer un engagement convenable lorsqu'il évoluait dans un environnement saturé de parasites.
Pour la conception du FAAD, il fut décidé d'employer un système de guidage basé sur le suivi d'un faisceau d'ondes radio (« Beam riding » en anglais). Ce principe avait déjà été employé sur des missiles antérieurs, tels le RIM-2 Terrier, mais avait été abandonné en faveur du guidage radar semi-actif, justement pour les raisons citées précédemment. Le point remarquable de ce principe de guidage est que le cône de propagation est cette fois-ci concentré sur l'émetteur du rayon, à l'opposé de l'autre système, ce qui signifie que plus le missile de rapprochera de sa cible (et donc s'éloignera de l'émetteur...), plus la précision du guidage diminuera. Un système secondaire, assurant le guidage du missile lors de la phase terminale de son vol, est presque systématiquement nécessaire avec une arme à suivi de rayon laser.
En voyant tout de même le bon côté des choses, le téléguidage sur faisceau radio offrait un avantage certain sur les autres systèmes, permettant de faire feu sur des cibles volant très près du sol sans être gêné par le moindre parasite provenant du terrain. Du moment que le champ de vision entre l'arrière du corps du missile et le véhicule lanceur restait dégagé de tout obstacle, le signal de guidage restait parfaitement clair et précis. Le travail de séparer les cibles réelles des échos parasites du sol ne revenait qu'au véhicule lanceur, ce qui était nettement plus facile pour lui, étant donné qu'il disposait à-bord de tout l'espace et de la puissance disponible pour l'emploi des systèmes adaptés. Le FAAD utilisait un radar à impulsion continue, employant l'effet Doppler pour dissocier les cibles réelles des échos parasites en provenance de l'environnement extérieur. Pour le guidage terminal, il utilisait un système à infrarouge avancé.
Étant donné les très faibles marges de temps disponibles pour les engagements, de l'ordre de seulement quelques secondes, il fut décidé d'intégrer au FAAD un maximum d'équipements automatisés et autonomes. En combat, les seules actions réellement entreprises par les équipages se seraient limitées à sélectionner des cibles, sur l'écran du radar de veille à longue distance, et à autoriser ou non le système à procéder à leur engagement. Le système informatisé de contrôle de mise à feu se serait chargé automatiquement de pointer les munitions dans la bonne direction et aurait fait feu dès qu'elles auraient été à portée de tir.
Après avoir effectué des simulations basées sur la méthode de Monte-Carlo sur un IBM 650, il fut décidé d'équiper le missile d'une charge militaire à souffle + fragmentation, estimant qu'une charge à étirement annulaire serait moins efficace.
Pour ses déplacements, le système serait basé sur un châssis de M113, le transport de troupes le plus récent et le plus avancé de l'inventaire de l'US Army à ce moment-là. Les modifications nécessaires à l'emport d'un système de missiles étaient relativement simples et l'espace destiné à l'équipage à l'intérieur du châssis conviendrait parfaitement pour y incorporer tout l'équipement nécessaire à sa mise en œuvre. Ce véhicule, ainsi modifié, portait la désignation de XM-546.

### Développement

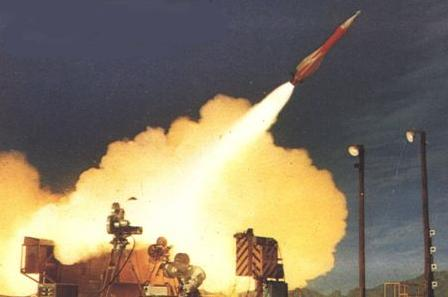
Tir de test du Mauler.

Plusieurs entreprises répondirent à l'appel d'offres pour le contrat du FAAD, qui fut finalement remporté par la General Dynamics (Division Convair de Pomona) en 1959. En 1960, le projet prit officiellement le nom de « Mauler ».

#### De grands espoirs
L'armée de terre des États-Unis n'était pas le seul utilisateur potentiel du futur Mauler : l'armée de terre britannique et l'United States Navy envisageaient également de s'en porter acquéreurs pour leurs besoins propres. Si l'armée britannique comptait en faire un usage similaire à celui de l'US Army, la marine américaine, elle, cherchait absolument à obtenir un moyen de protéger ses navires les plus importants des attaques pouvant être menées par des avions rapides ou des missiles anti-navires ne volant pas au-ras de l'eau. Au début des années 1960, elle avait développé un programme pour un « Basic Point Defense Missile System » (BPDMS - Système basique de défense ponctuelle par missile), et avait l'intention d'utiliser une version modifiée du Mauler, le RIM-46A Sea Mauler, pour remplir ce rôle. Le système de guidage radio du Mauler le rendait préférable aux autres missiles, car ce mode de guidage lui permettait d'éviter en grande-partie les problèmes de parasites générés par l'état de surface de la mer. En outre, son système de mise à feu automatisé très réactif le rendait très intéressant pour les navires de la Navy, ces derniers n'ayant qu'une marge de manœuvre très restreinte lorsqu'ils font face à des menaces rapides. Attendant avec beaucoup d'enthousiasme son arrivée en service, la Navy fit construire les futures frégates de la classe Knox avec un espace vide réservé à l'installation du missile et de ses systèmes, qui n'auraient plus eu qu'à être fixés une fois livrés.

#### Des résultats catastrophiques

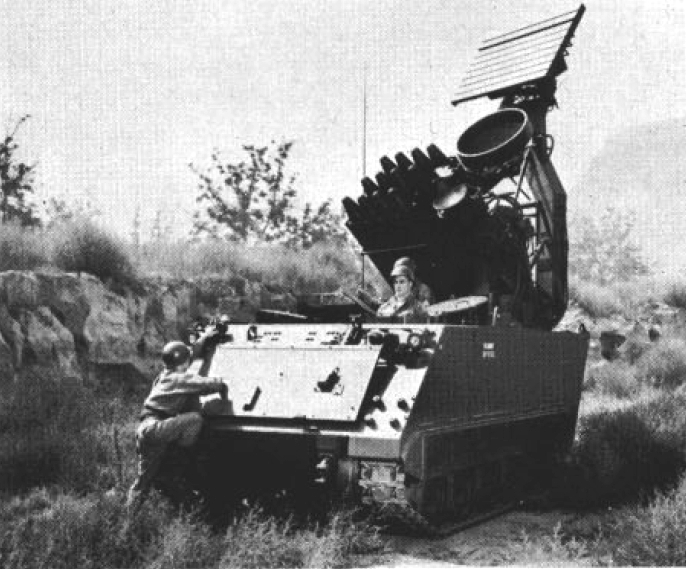
Un prototype en 1963.

Le développement du missile et de sa structure progressèrent rapidement. Des exemplaires non-guidés, désignés « Launch Test Vehicles », commencèrent leurs essais de tir en septembre 1961. Ils furent rapidement suivis par les exemplaires du « Control Test Vehicle », qui volaient selon des trajectoires assez basiques afin de vérifier l'efficacité des plans de contrôle aérodynamiques. Les deux séries de tests mirent en évidence une grande variété de problèmes, parmi lesquels des casses récurrentes des assemblages du moteur-fusée et une traînée induite trop importante, qui avait en plus la fâcheuse tendance à faire « battre » les ailes du missile.
Les premiers exemplaires de « Guidance Test Vehicle's », étant essentiellement les prototypes de ce qu'allaient être les missiles de production, commencèrent leurs tests en 1963. Ils furent également entravés par une incroyable série de problèmes en tous genres. L'un des plus inquiétants venait de la tendance persistante du missile à perdre la liaison avec ses informations de guidage juste après le lancement. De plus, autre fait grave, lorsqu'ils étaient montés en lanceurs 3 x 3, les missiles éclataient leurs conteneurs et endommageaient les missiles placés dans les conteneurs adjacents. Finalement, pas moins de 22 matériaux différents furent testés dans le but de trouver une solution fiable à ce problème.

### Annulation du programme

#### Inquiétudes
À ce stade des événements, de sérieux doutes commençaient à peser sur les épaules de l'US Army, cette dernière commençant à réaliser que son missile avait de fortes probabilités de ne jamais être prêt à temps. Elle demanda alors au MICOM (le commandement de l'aviation et des missiles de l'armée des États-Unis) d'étudier un système de défense aérienne rapprochée se basant sur le missile air-air AIM-9 Sidewinder, alors connu pour avoir été fiable et performant dans son domaine. Cela suggérait naturellement que cette conversion devait être assez simple à réaliser, mais son long temps d'accrochage et son guidage infrarouge ne lui permettraient pas d'être efficace dans les engagements à très courte portée.

#### Solution de secours
Partant de cette idée pour résoudre le problème de la défense aérienne, l'état-major des armées, soutenu par l'école d'artillerie de la défense aérienne de l'US Army basée à Fort Bliss, commença une nouvelle étude, sous la direction du lieutenant-colonel Edward Hirsch. Connu sous la désignation d'« Interim Field Army Air Defense Study » (IFAADS), il faisait appel à un système en plusieurs parties, consistant en un missile Sidewinder modifié, désigné MIM-72 Chaparral, un canon de défense rapprochée utilisant un M61 Vulcan, dénommé M163 VADS, et un radar de veille et d'alerte AN/MPQ-49, qui apporterait son soutien aux deux véhicules en leur envoyant ses informations sur leurs écrans de contrôle. L'ensemble de ces systèmes pourrait également être accompagné du système sol-air portatif FIM-43 Redeye. Même si les performances espérées avec un tel arrangement de systèmes n'étaient pas sensiblement similaires à celles promises par le Mauler, ce système pouvait entrer assez rapidement en service et fournir une couverture temporaire, le temps qu'un système plus performant soit réalisé et mis au point.

#### Abandon du projetMauler
En novembre 1963, le Mauler fut requalifié en simple programme de démonstrateur technologique pur. Plusieurs versions modifiées, employant des systèmes plus simples, furent proposées, mais même ces dernières n'auraient pu espérer entrer en service avant 1969. Les tests avec les « Guidance Test Vehicle's » continuèrent jusqu'à l'abandon total et définitif du projet, en novembre 1965. Le Chaparral se vit adapter l'autodirecteur à infrarouges du Mauler, qui était bien plus évolué que les différentes versions emportées par l'AIM-9C.

### Conséquences

#### Provisoire durable
La combinaison Chaparral + Vulcan fut toujours considérée comme une solution intermédiaire en attendant de trouver mieux. Pourtant, dans les années 1970, la menace aérienne sembla se présenter sous une forme différente, les avions tactiques ayant tendance à être de plus en plus souvent remplacés par des hélicoptères d'attaque, capables de se cacher et évoluer par « bonds successifs » dans le paysage. Ce nouveau genre de menace suggérait l'emploi de systèmes rapides, basés sur des canons à hautes cadences de tir ayant même une portée supérieure aux 1 200 m du Vulcan. Parmi ces études apparut le concept de la Division de la Défense Aérienne, qui aurait employé le M247 Sergeant York, mais ce programme rencontra lui aussi tellement de soucis dans son élaboration qu'il fut également abandonné, en 1985.
Après que le Sergeant York ait été abandonné, l'US Army joignit ses forces avec l'armée canadienne, dans l'optique de développer un nouveau système. Le résultat fut l'« Air Defence Anti-Tank System » (ADATS), conçu par Oerlikon Contraves et construit au Canada, dont les caractéristiques étaient extrêmement proches de celles du Mauler, que ce soit pour la forme, la fonction ou même la plateforme, qui était également celle d'un M113. L'ADATS était supérieur au Mauler en matière de performances, avec une portée de près de 10 km et des vitesses supérieures. Cependant, la fin de la guerre froide mena l'US Army à annuler l'achat de ce système, ce qui entraîna un allongement substantiel de la durée de service du couple Chaparral-Vulcan. Le rôle anti-aérien fut finalement relayé par le M6 Linebacker, employant des missiles FIM-92 Stinger.

#### Anticipation de l'armée britannique
L'annulation du Mauler laissa également l'armée britannique dépourvue de système de défense, mais ils étaient déjà préparés à cette éventualité, ayant déjà eu plusieurs fois à subir les annulations de projets de l'US Army dans le passé. Avant de sélectionner le Mauler, la British Aircraft Corporation avait déjà commencé à travailler sur un projet privé, désigné « Sightline ». Son développement fut continué en parallèle, en-tant que projet de faible priorité, alors que l'arrivée du Mauler se faisait attendre. Lors de l'annulation du Mauler, le Sightline reçut tous les fonds désirés pour son développement et entra en service en 1971, sous la désignation de Rapier.

#### Coup dur pour laNavy
L'US Navy était, elle, dans une position bien plus inconfortable. En plus de leur besoin de remplacer les systèmes canons et missiles existants, comme le RIM-24 Tartar, les militaires de la marine étaient en train de chercher un moyen de remplacer les systèmes de canons à courte portée de leurs navires les plus anciens. Le Mauler était leur plus grand espoir, car il permettait non seulement d'équiper les navires modernes, mais constituait également la majeure partie de leur doctrine anti-aérienne des années 1970. On pensait alors que le Mauler améliorerait de façon considérable les capacités des petits navires, leur permettant de remplir certaines des missions normalement attribuées à des plateformes plus imposantes, tels les destroyers.
Avec l'abandon du Mauler, la Navy se retrouva obligée de concevoir en urgence un programme pour développer un système adéquat. Comme le Sidewinder à guidage infrarouge aurait été d'une capacité limitée contre des avions ou des missiles lui faisant face, les militaires choisirent de lui préférer l'AIM-7 Sparrow, à portée plus importante. Cependant, même si ce missile était performant, son but initial était d'être lancé depuis des avions rapides, ce qui faisait qu'il avait la particularité d'être assez long à accélérer. Ce défaut était un paramètre induit par le fait qu'il consommait son carburant plus lentement et pouvait donc tenir le vol pendant plusieurs dizaines de kilomètres. Afin d'en faire un « Sea Sparrow », son propulseur fut complètement repensé et de nouveaux illuminateurs radars contrôlés manuellement furent développés. Ils étaient guidés par un viseur, installé entre deux larges antennes radar qui ressemblaient à des phares de recherche. Les équipages des radars de veille auraient envoyé vocalement à l'opérateur les informations concernant la cible, et ce dernier aurait aligné les illuminateurs sur la cible avant de tirer le missile vers elle. Les missiles étaient installés dans un gros lanceur rotatif à 8 tubes, lié mécaniquement à l'illuminateur afin de permettre aux autodirecteurs de facilement accrocher le signal réfléchi par la cible. Dans son ensemble, le système était plus lourd que le Mauler, tout en ayant une portée moindre et un temps de réaction plus long que celui-ci.

#### Solution fiable et performante
Même si le Sea Sparrow était relativement simple, il fut rapidement amélioré. L'emploi d'ailettes repliables sur le milieu du fuselage permit de réduire de manière importante la taille des cellules du lanceur, tandis-qu'un système de poursuite automatique fut ajouté aux radars du système d'illumination des cibles. Le système fut plus tard encore amélioré et permettait à présent de guider le missile sur les émissions des antennes à commande de phase des radars de veille des navires modernes. Ceci permit de supprimer les illuminateurs du système initial, relativement encombrants. L'évolution continua avec les derniers modèles, qui pouvaient être tirés verticalement depuis des conteneurs à 4 cellules, ce qui augmentait le nombre de ces engins que pouvaient emporter les navires. Ce qui avait démarré comme une solution de secours conçue à la va-vite pour combler le vide laissé par le Mauler devint finalement un système très élaboré, dont les performances parvinrent à enterrer celles de son prédécesseur.

## Description
Le Mauler était constitué d'un châssis de M113 modifié, sur lequel était monté un large portique en forme de « A », contenant un radar à impulsion continue à antenne réseau à commande de phase sur le sommet, un radar plus petit d'illumination des cibles sur un des côtés, et d'une grosse boîte contenant les 12 missiles entre les jambes du « A ».
Sur ce châssis de M113, désormais désigné XM546, l'intégralité du système était placé sur un support pivotant, permettant aux missiles d'être pointés dans la direction désirée. Avant le tir, la protection placée sur l'ouverture des tubes lanceurs était éjectée, afin de permettre aux autodirecteurs des missiles de voir leur cible. Le missile était ensuite lancé et suivait le faisceau du radar de désignation des cibles.
Les radars de veille/recherche et d'illumination étaient fournis par Raytheon, alors que la firme Burroughs fournissait le système de contrôle de tir du missile.